# 떤푸동현
떤푸동현(베트남어: Huyện Tân Phú Đông / 縣新富東)은 베트남 메콩강 삼각주 띠엔장성의 현이다.

## 행정 구역
떤푸동현은 6개의 사를 관할하고 있다.

### 사
- 푸동 사 (Xã Phú Đông, 富東社)
- 푸떤 사 (Xã Phú Tân, 富新社)
- 떤트이 사 (Xã Tân Thới, 新泰社)
- 떤푸 사 (Xã Tân Phú, 新富社)
- 떤타인 사 (Xã Tân Thạnh, 新盛社)
- 푸타인 사 (Xã Phú Thạnh, 富盛社)